# アメリカ海兵隊大学
アメリカ海兵隊大学（アメリカかいへいたいだいがく、英: Marine Corps University）は、アメリカ海兵隊の専門軍事教育を実施する大学システムである。南部大学・学校協会の大学委員会にアクレディテーション（学位認証）されているため、卒業時に修士を授与される。

## 附属の学校、プログラム、コース

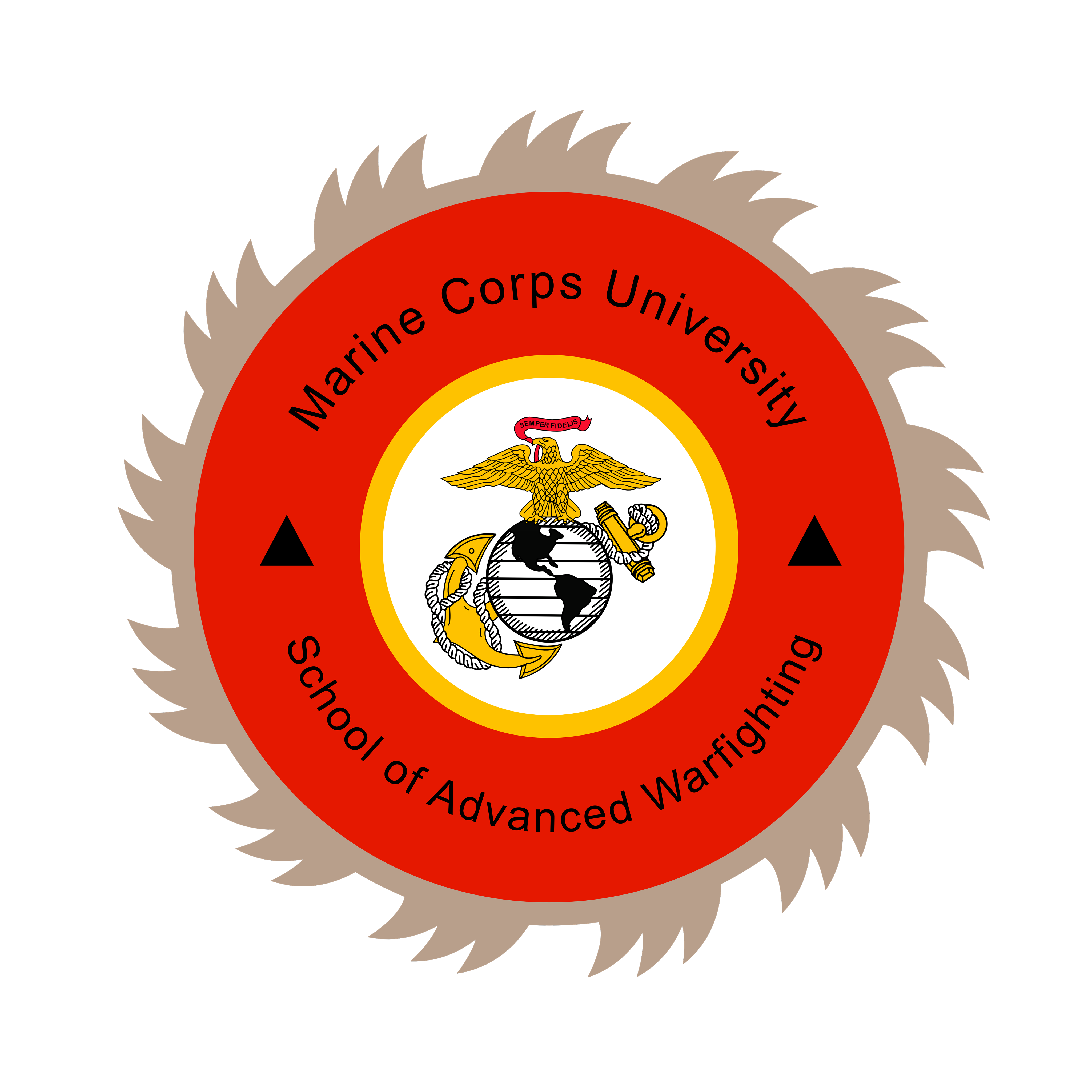
上級戦闘学校の校章

- 遠征戦争学校 (EWS)[3]
- 海兵隊指揮幕僚大学 (CSC)[4]
- 海兵隊大学校 (MCWAR)
  - 上級戦闘学校（英語版） (SAW)上級戦闘学校の校章
  - 下士官専門軍事教育（英語版） (EPME)[5]
  - MAGTF兵站学校 (SOML)[6]

### その他のプログラム
- 通信教育・訓練学校
- 専門能力開発学部内には、指揮官課程、専門文書課程、上級指揮官育成課程が設置されている。
- 上級下士官学校